# Mourek – politická strana
Mourek – politická strana (zkratka Mourek; do prosince roku 2023 oficiální název Libeňský mourek) je česká politická strana, která původně začala jako recese na sociálních sítích. Předsedou strany je od jejího vzniku Petr Špringr.

## Historie
Původní satirický profil na sociálních sítích pod názvem Libeňský mourek byl založen v září roku 2020 a věnoval se problematice městské části Praha 8. V květnu roku 2022 zaregistrovalo Ministerstvo vnitra České republiky stejnojmennou politickou stranu, která se v září téhož roku zúčastnila komunálních voleb v městských částech Praha 8 a Praha-Vinoř. Zatímco v prvním zmíněném obvodu strana obdržela od voličů 4,22 % hlasů, což pro získání zastupitelských mandátů nestačilo, ve druhém obvodu získala v zastupitelstvu dvě křesla.
V březnu 2024 podala strana kandidátní listinu pro volby do Evropského parlamentu 2024 s lídrem kandidátky Janem Červenkou. Program strany zacílil především na oblast zvládnutí Zelené dohody pro Evropu, migraci, přijetí eura v České republice a na soběstačnost Evropy. Strana získala 0,22 % hlasů a do Evropského parlamentu se nedostala.
Ve volbách do Senátu PČR v roce 2024 reprezentují stranu Pavel Fischer v obvodu č. 23 – Praha 8 a Brigita Bilíková v obvodu č. 68 – Opava.

## Program
Na komunální úrovni má strana jako hlavní cíle dostavbu páteřní infrastruktury měst, zvýšení bezpečnosti frekventovaných částí veřejného prostoru, zlepšení transparentnosti hospodaření veřejného sektoru a přátelštější komunikaci úřadů s občany. Na evropské úrovni se zaměřuje na racionální, a co nejméně ideologicky podbarvený, přístup ke klíčovým tématům jako jsou Zelená dohoda pro Evropu, migrace či přijetí eura.

## Volební výsledky

### Evropský parlament
| Volby | Hlasy | Hlasy | Hlasy       | Mandáty |
| Volby | Počet | %     | +/–         | Mandáty |
| ----- | ----- | ----- | ----------- | ------- |
| 2024  | 6 759 | 0,22  | nová strana | 0/21    |

### Senát PČR
| Volby | Senátní obvod   | Kandidát         | Volební strana | Navrhující strana | Politická příslušnost | První kolo | První kolo | Druhé kolo | Druhé kolo |
| Volby | Senátní obvod   | Kandidát         | Volební strana | Navrhující strana | Politická příslušnost | Hlasy      | Hlasy      | Hlasy      | Hlasy      |
| Volby | Senátní obvod   | Kandidát         | Volební strana | Navrhující strana | Politická příslušnost | Celkem     | %          | Celkem     | %          |
| ----- | --------------- | ---------------- | -------------- | ----------------- | --------------------- | ---------- | ---------- | ---------- | ---------- |
| 2024  | č. 68 – Opava   | Brigita Bilíková | Mourek         | Mourek            | BEZPP                 | 458 hlasů  | 1.38       | -          | -          |
| 2024  | č. 23 – Praha 8 | Pavel Fischer    | Mourek         | Mourek            | Mourek                | 922 hlasů  | 3.12       | -          | -          |